# Arnaldo Patusca da Silveira
Arnaldo Patusca da Silveira (Santos, 6 augustus 1894 - aldaar, 24 juni 1980) was een Braziliaans voetballer, bekend onder zijn spelersnaam Arnaldo da Silveira. Hij was een neef van de voetballers Araken en Ary Patusca.

## Geschiedenis
Arnaldo begon zijn carrière bij Americano, dat toen nog speelde in Santos alvorens het in 1911 naar São Paulo verhuisde. Een jaar eerder trok Arnaldo al naar São Paulo Athletic, maar toen in 1912 een nieuwe club werd opgericht in Santos keerde hij terug. Hij scoorde zelfs het eerste doelpunt ooit voor de club. De club nam in 1913 wel deel aan het Campeonato Paulista maar verliet na vier wedstrijden de competitie. In 1914 ging hij dan voor Paulistano spelen, maar keerde in 1915 terug naar Santos. Vanaf 1916 nam de club terug deel aan het Campeonato Paulista.
In 1914 werd hij voor het eerst opgeroepen voor het nationale elftal en won er de Copa Roca mee tegen Argentinië. In 1916 nam hij met zijn land deel aan het Zuid-Amerikaans kampioenschap en speelde er alle drie de wedstrijden. Hij nam ook deel aan de toernooien van 1917 en 1919 en won dat laatste jaar met zijn land de titel.